# 31-ша піхотна дивізія (Третій Рейх)
31-ша піхотна дивізія (нім. 31. Infanterie-Division) — піхотна дивізія Вермахту за часів Другої світової війни. У липні 1944 після розгрому в операції «Багратіон», залишки дивізії пішли на формування 31-ї гренадерської дивізії.

## Історія
31-ша піхотна дивізія була створена 1 жовтня 1936 року в Брауншвейзі в XI військовому окрузі (нім. Wehrkreis XI) під час 1-ї хвилі мобілізації Вермахту.

## Райони бойових дій
- Німеччина (жовтень 1936 — жовтень 1938);
- Чехословаччина (жовтень 1938);
- Німеччина (жовтень 1938 — вересень 1939);
- Польща (вересень — жовтень 1939);
- Німеччина (жовтень 1939 — травень 1940);
- Бельгія, Франція (травень — серпень 1940);
- Генеральна губернія (серпень 1940 — червень 1941);
- СРСР (центральний напрямок) (червень 1941 — липень 1944).

## Командування

### Командири
- генерал-лейтенант Герберт Фішер (нім. Herbert Fischer) (1 жовтня 1936 — 1 квітня 1937);
- генерал-лейтенант Рудольф Кемпфе (нім. Rudolf Kaempfe) (1 квітня 1937 — 30 квітня 1941);
- генерал-майор Курт Кальмукофф (нім. Kurt Kalmukoff) (22 травня — 13 серпня 1941);
- генерал-майор Гергард Бертольд (нім. Gerhard Berthold) (15 серпня 1941 — 21 січня 1942);
- оберст Фрідріх Госсбах (нім. Friedrich Hoßbach) (21 січня — 24 лютого 1942);
- генерал-майор Гергард Бертольд (нім. Gerhard Berthold) (24 лютого  — 14 квітня 1942) — загинув у бою;
- генерал-лейтенант Курт Пфлігер (нім. Kurt Pflieger) (16 квітня 1942 — 1 квітня 1943);
- оберст Герман Флерке (нім. Hermann Flörke) (1 квітня — 16 травня 1943);
- генерал-лейтенант Фрідріх Госсбах (16 травня — 2 серпня 1943);
- оберст Курт Мерінг (нім. Kurt Moehring) (2 серпня — 25 вересня 1943);
- генерал-лейтенант Вілліфранк Окснер (нім. Willifrank Ochsner) (25 вересня 1943 — вересень 1944);
- оберст Ернст Кеніг (нім. Ernst König) (червень — 1 липня 1944);
- оберст Ганс-Йоахім фон Штольцманн (нім. Hans-Joachim von Stolzmann) (1 — 21 липня 1944).

## Нагороджені дивізії
Нагороджені дивізії
|  | Кавалери Золотого Німецького Хреста                                                                        | 118                                                                                   |
|  | Кавалери Лицарського хреста Залізного хреста з Дубовим листям                                              | 2 (№ 366 гауптман Гельмут Кальбіц — 07.01.1944 № 598 оберст Ернст Кеніг — 21.09.1944) |
|  | Кавалери Лицарського хреста Залізного хреста                                                               | 25                                                                                    |
|  | Кавалери Почесної Відзнаки Сухопутних військ «Почесна застібка на орденську стрічку для Сухопутних військ» | 35                                                                                    |

- Нагороджені Сертифікатом Пошани Головнокомандувача Сухопутних військ (12)